# جعفر رحمان‌زاده
جعفر رحمان‌زاده (متولد ۱۳۳۶ در آمل) سیاستمدار ایرانی، استاندار اسبق زنجان و مازندران است.
رحمان زاده همچنین عنوان معاونت سیاسی امنیتی مازندران را بر عهده داشته است. وی در سال ۱۳۸۰ تا ۱۳۸۴ بنا به پیشنهاد سید عبدالواحد موسوی لاری وزیر کشور و به تصویب هیئت وزیران و با حکم رئیس‌جمهور وقت سید محمد خاتمی، استاندار زنجان شد. وی همچنین، در زمان ریاست سید ابراهیم رئیسی سرپرست معاونت برنامه‌ریزی و مدیرکل برنامه‌ریزی سازمان بازرسی کل کشور را بر عهده و فرمانداری چندین شهر را هم در کارنامه خود داشته است.